# Japonès antic
El Japonés Antic (上代日本語, Jōdai Nihon-go) és l'etapa més vella coneguda de la llengua japonesa, trobada en documents del període Nara (S.VIII). Ja en el període Heian, esdevingué japonés mitjà primerenc, però la delimitació precisa de les etapes no queda del tot clara.
El japonés antic és una llengua primerenca de les llengües japòniques. Cap altra filiació genètica amb la resta de famílies lingüístiques ha estat provada.
El japonés antic s'escrigué utilitzant man'yōgana, caràcters xinesos que s'utilitzaven com a sil·labogrames o logogrames. Presentava algunes diferències fonèmiques amb les formes més modernes, com ara una estructura sil·làbica més senzilla i distincions sil·làbiques que es neutralitzaren a l'inici del japonés mitjà. La realització fonètica d'aquestes distincions és incerta. La reconstrucció interna apunta a una fase anterior al japonés antic molt més senzilla, amb menys consonants i menys vocals.
Com és típic de les llengües japòniques, el japonés antic pertany a les llengües aglutinants amb un ordre SOV: els adjectius i els adverbis precedeixen els substantius i verbs que modificaven i els verbs i les partícules auxiliars s'ajunten al verb principal. A diferència de períodes posteriors, els adjectius es podien utilitzar sense flexionar per a modificar els substantius següents.

## Fonts i datació

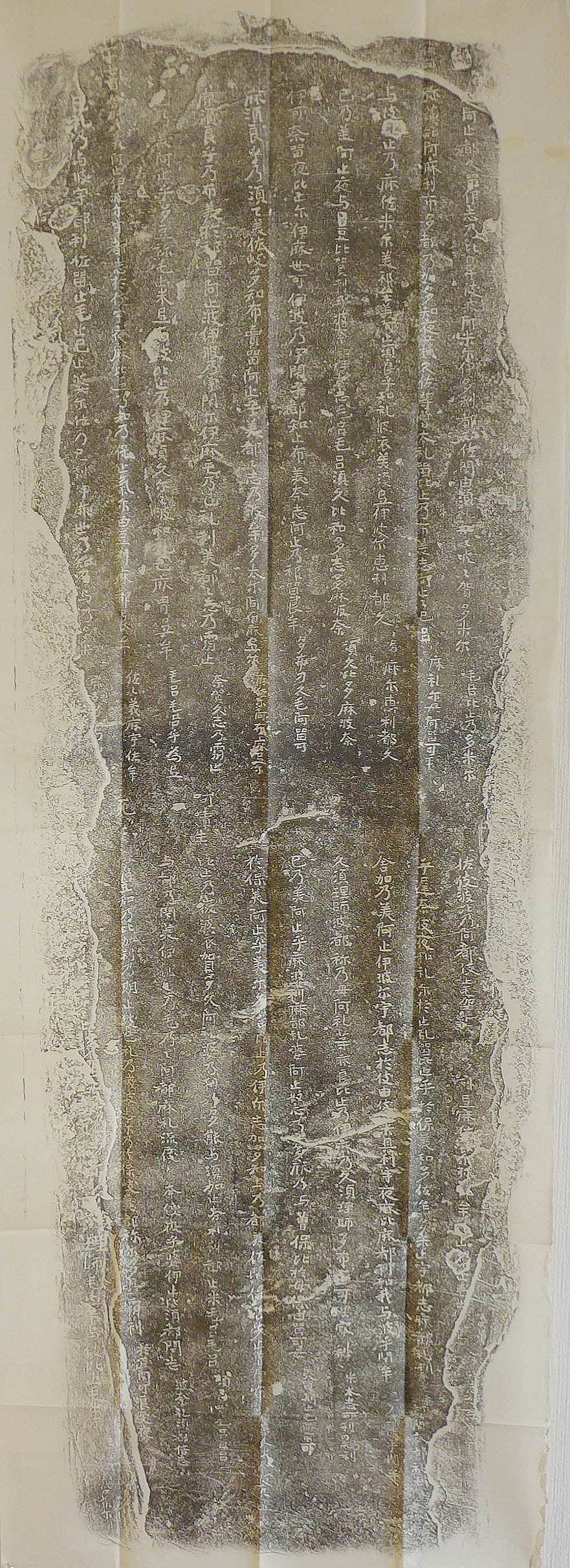
Poemes Bussokuseki-kahi tallats c. 752